# Balkanmeisterschaft 2008 (Badminton)
Die Balkanmeisterschaft 2008 im Badminton fand vom 23. bis zum 26. Oktober 2008 in Slănic-Moldova statt.

## Sieger und Platzierte
| Disziplin    | Gold | Silber | Bronze |
| ------------ | --- | --- | --- |
| Herreneinzel | Robert Ciobotaru | Florin Posteucă | Murat Şen |
| Herreneinzel | Robert Ciobotaru | Florin Posteucă | Peyo Boichinov                                                                                               |
| Dameneinzel  | Dimitria Popstoikova | Florentina Petre | Ezgi Epice                                                                                                   |
| Dameneinzel  | Dimitria Popstoikova | Florentina Petre | Cemre Fere                                                                                                   |
| Herrendoppel | Konstantin Dobrev Yulian Hristov | Ionut Gradinaru Florin Patroaica | Robert Ciobotaru George Constantinescu                                                                       |
| Herrendoppel | Konstantin Dobrev Yulian Hristov | Ionut Gradinaru Florin Patroaica | Peyo Boichinov Yasen Borisov                                                                                 |
| Damendoppel  | Diana Dimova Dimitria Popstoikova | Carmen Blanaru Atanaska Spasova | Alexandra Agu Diana Apostu                                                                                   |
| Damendoppel  | Diana Dimova Dimitria Popstoikova | Carmen Blanaru Atanaska Spasova | Magda Lozniceriu Sonia Olariu                                                                                |
| Mixed        | Konstantin Dobrev Diana Dimova | Ali Kaya Ezgi Epice | Alexandra Milon Florin Patroaica                                                                             |
| Mixed        | Konstantin Dobrev Diana Dimova | Ali Kaya Ezgi Epice | Yulian Hristov Atanaska Spasova                                                                              |
| Team         | Bulgarien Yasen Borisov Peyo Boichinov Konstantin Dobrev Yulian Hristov Diana Dimova Maya Dobreva Dimitria Popstoikova Atanaska Spasova | Rumänien Robert Ciobotaru George Constantinescu Ionut Gradinaru Florin Patroaica Florin Posteucă Alexandra Agu Diana Apostu Carmen Blanaru Magda Lozniceriu Alexandra Milon Sonia Olariu Florentina Petre | Türkei Ali Kaya Göksel Kundakçı Mustafa Yalvarıcı Murat Şen İrem Nur Al Derya Çalımbay Ezgi Epice Cemre Fere |

## Teams

### Gruppe A
| Platz | Team      | Pld | W | L | MF | MA | MD  | Pts | Qualifikation |
| ----- | --------- | --- | - | - | -- | -- | --- | --- | ------------- |
| 1     | Bulgarien | 2   | 2 | 0 | 10 | 0  | +10 | 2   | Q             |
| 2     | Rumänien  | 2   | 1 | 1 | 5  | 5  | 0   | 1   | Q             |
| 3     | Serbien   | 2   | 0 | 2 | 0  | 10 | −10 | 0   |               |

Quelle

### Gruppe B
| Platz | Team         | Pld | W | L | MF | MA | MD | Pts | Qualifikation |
| ----- | ------------ | --- | - | - | -- | -- | -- | --- | ------------- |
| 1     | Türkei       | 2   | 2 | 0 | 9  | 1  | +8 | 2   | Q             |
| 2     | Griechenland | 2   | 1 | 1 | 4  | 6  | −2 | 1   | Q             |
| 3     | Moldau       | 2   | 0 | 2 | 3  | 7  | −3 | 0   |               |

Quelle

### Endrunde
|  | Halbfinale | Halbfinale   | Halbfinale |                  |  | Finale | Finale       | Finale |
|  |            |              |            |                  |  |        |              |        |
|  |            |              |            |                  |  |        |              |        |
|  |            | Bulgarien    | 3          |                  |  |        |              |        |
|  |            | Griechenland | 0          |                  |  |        | Bulgarien    | 3      |
|  |            |              |            |                  |  |        | Rumänien     | 1      |
|  |            |              |            |                  |  |        |              |        |
|  |            |              |            | Spiel um Platz 3 |  |        |              |        |
|  |            | Rumänien     | 3          |                  |  |        |              |        |
|  |            | Türkei       | 1          |                  |  |        | Griechenland | 0      |
|  |            |              |            |                  |  |        | Türkei       | 3      |
|  |            |              |            |                  |  |        |              |        |